# Bryconops magoi
Bryconops magoi är en fiskart som beskrevs av Chernoff och Machado-allison 2005. Bryconops magoi ingår i släktet Bryconops och familjen Characidae. Inga underarter finns listade.